# 蔦からまるQの惑星
『蔦からまるQの惑星』（つたからまるQのわくせい）は、筋肉少女帯の15枚目のアルバム。2010年6月2日発売。

## 概要
ジャケットイラストは、漫画家の浅野いにおが担当。大槻ケンヂ著の小説「ロコ!思うままに」の文庫版の表紙にも、同様のものが使われている。

## 収録曲
1. アウェー イン ザ ライフ
(作詞：水戸華之介・大槻ケンヂ / 作曲：本城聡章）
橘高文彦のソロアルバム『NEVER ENDING STORY』収録曲「ディスティニーをぶん殴れ」を、歌詞を変えてセルフカヴァー。
PVあり。
2. レセプター（受容体）
（作詞：大槻ケンヂ / 作曲：内田雄一郎）
3. ワインライダー・フォーエバー（筋少 Ver.）
（作詞：大槻ケンヂ / 作曲：本城聡章）
大槻のソロユニット「UNDERGROUND SEARCHLIE」のミニアルバム『スケキヨ』収録曲のセルフカヴァー。
4. 家なき子と打点王
（作詞：大槻ケンヂ / 作曲：橘高文彦）
5. 爆殺少女人形舞一号
（作詞：大槻ケンヂ / 作曲：橘高文彦）
6. あのコは夏フェス焼け
（作詞：大槻ケンヂ / 作曲：本城聡章）
7. 暁の戦力外部隊
（作詞：大槻ケンヂ / 作曲：本城聡章）
8. 捨て曲のマリア
（作詞：大槻ケンヂ / 作曲：大槻ケンヂ）
9. 若いコとドライブ　〜80'から来た恋人〜
（作詞：大槻ケンヂ / 作曲：本城聡章）
10. ゴミ屋敷の王女
（作詞：大槻ケンヂ / 作曲：大槻ケンヂ）
11. ア デイ イン ザ ライフ
（作詞：大槻ケンヂ / 作曲：橘高文彦）

全編曲：筋肉少女帯

## 演奏者
- 大槻ケンヂ - ボーカル
- 橘高文彦 - ギター
- 本城聡章 - ギター
- 内田雄一郎 - ベース
- 長谷川浩二 - ドラム (サポート)
- 三柴理 - キーボード (サポート)
- 朝倉真司 - パーカッション (サポート)
- 小林ゆう - コーラス (サポート)
- HIRO - コーラス (サポート)
- NEEKO (青春シャンプー) - コーラス (サポート)